# Johann Kasimir Kolb von Wartenberg

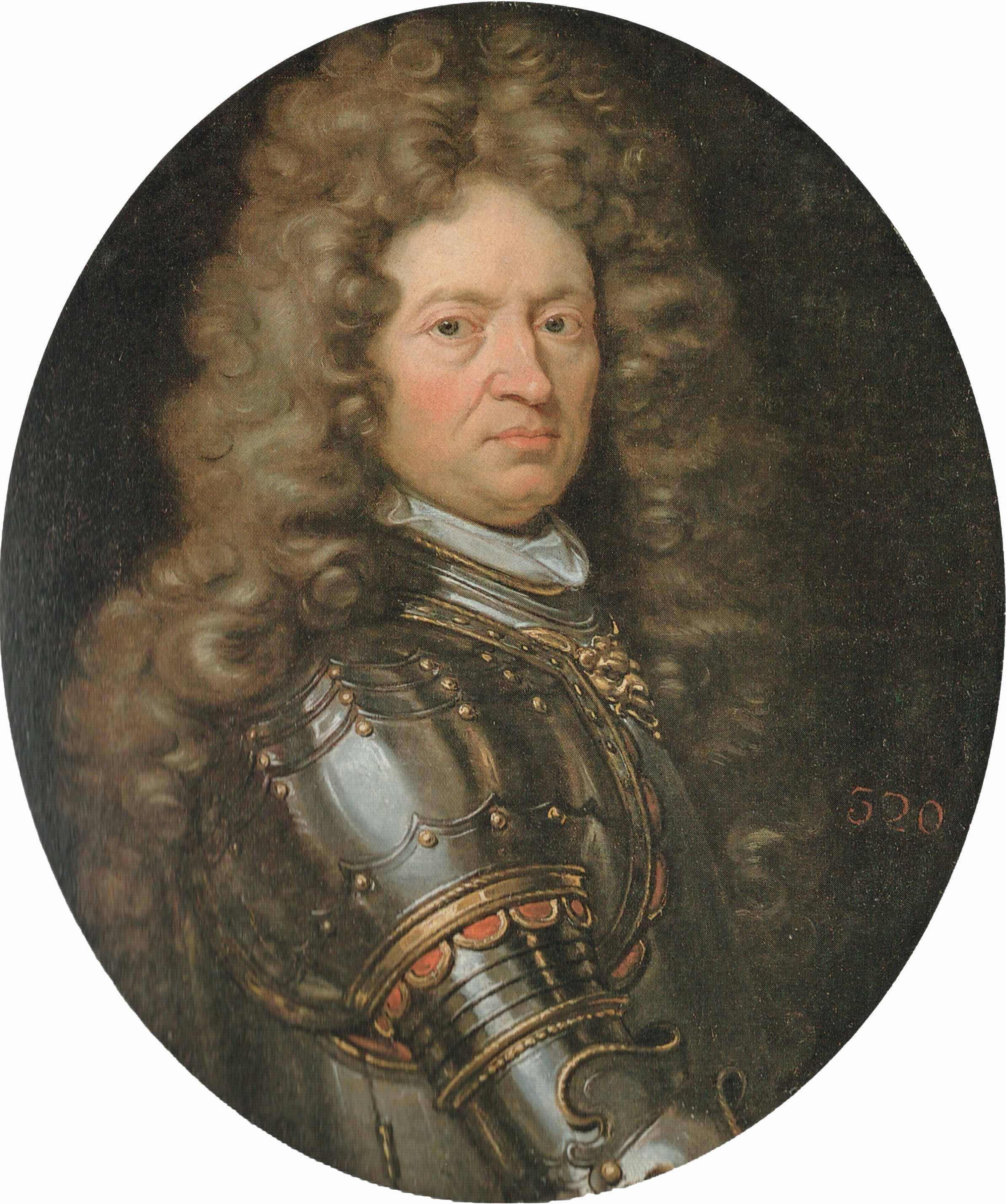
Johann Kasimir Kolb Graf von Wartenberg

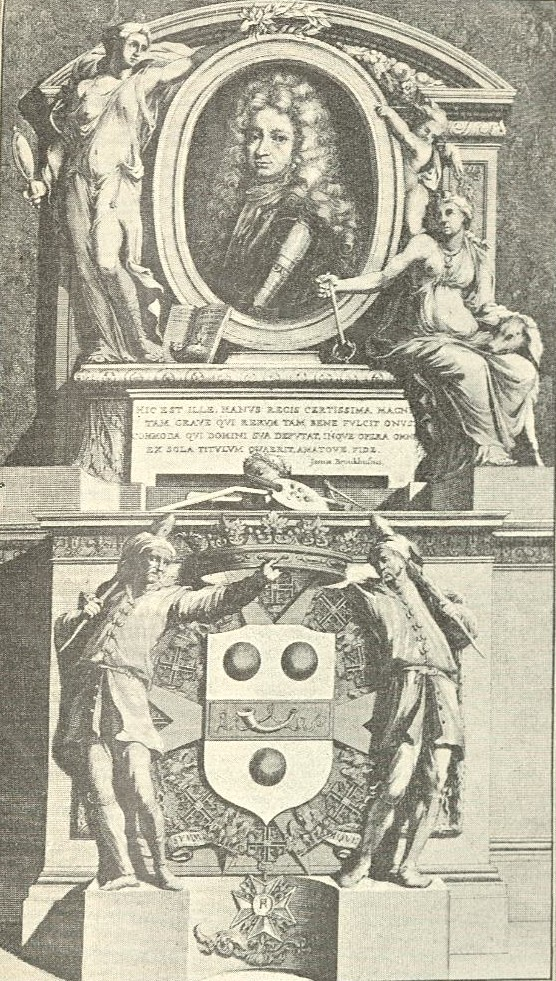

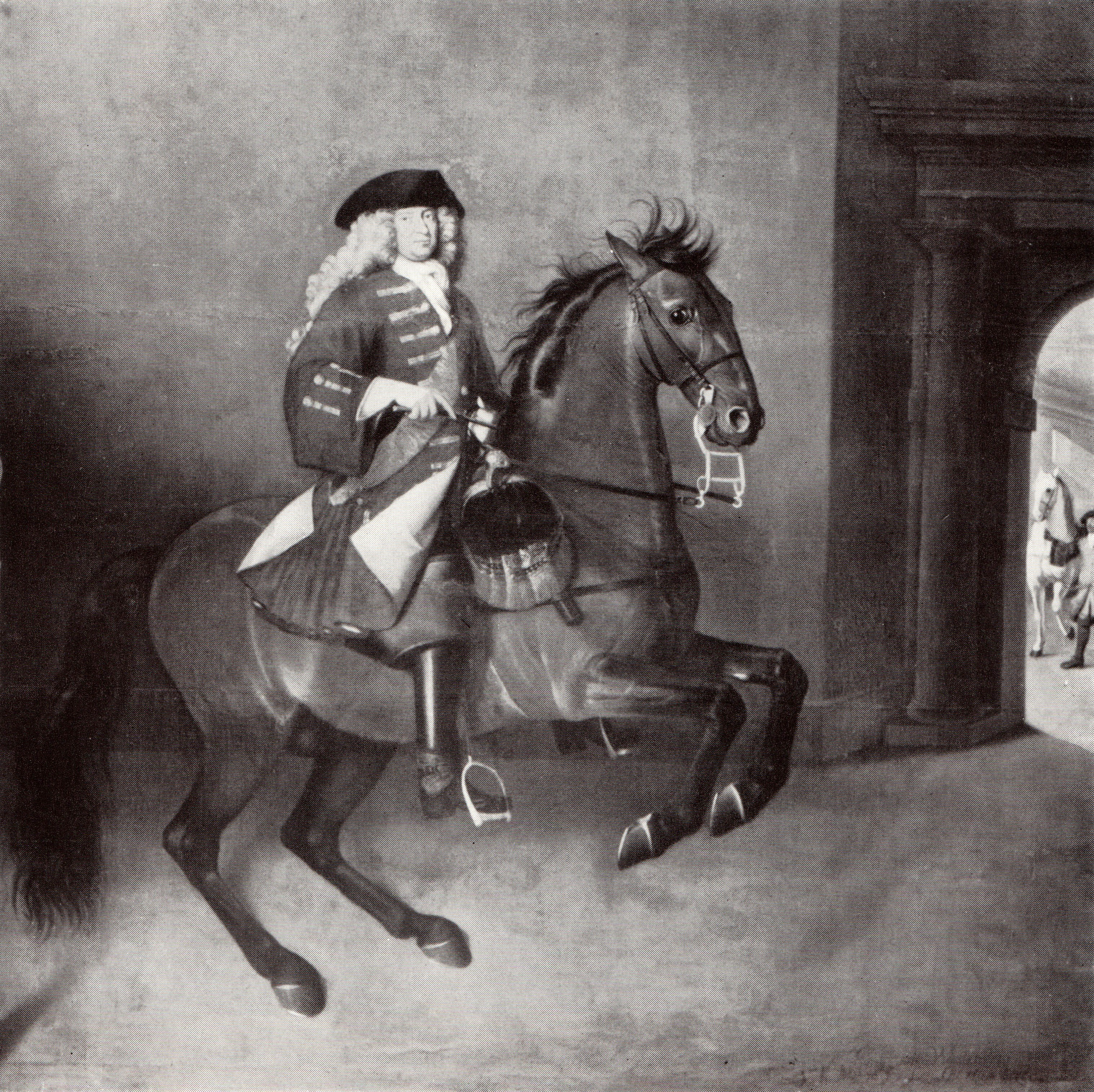
Johann Kasimir Kolb Graf von Wartenberg zu Pferd, Ölgemälde von Johann Christof Merck, 1702.

Johann Kasimir Kolb(e) von Wartenberg, seit 1695 Freiherr, ab 1699 Graf (* 6. Februar 1643 in Metz; † 4. Juli 1712 in Frankfurt am Main) war ein preußischer Premierminister und führender Kopf des Drei-Grafen-Kabinetts.

## Biografie
Johann Casimir Kolb von Wartenberg war ein Spross des alten pfälzischen Niederadelsgeschlechts Kolb von Wartenberg, dessen Stammsitz die im 12. Jahrhundert erbaute und 1522 völlig zerstörte Burg Wartenberg nördlich von Kaiserslautern ist. Die Wartenberger dienten vorwiegend in der kurpfälzischen Verwaltung und im Militär.

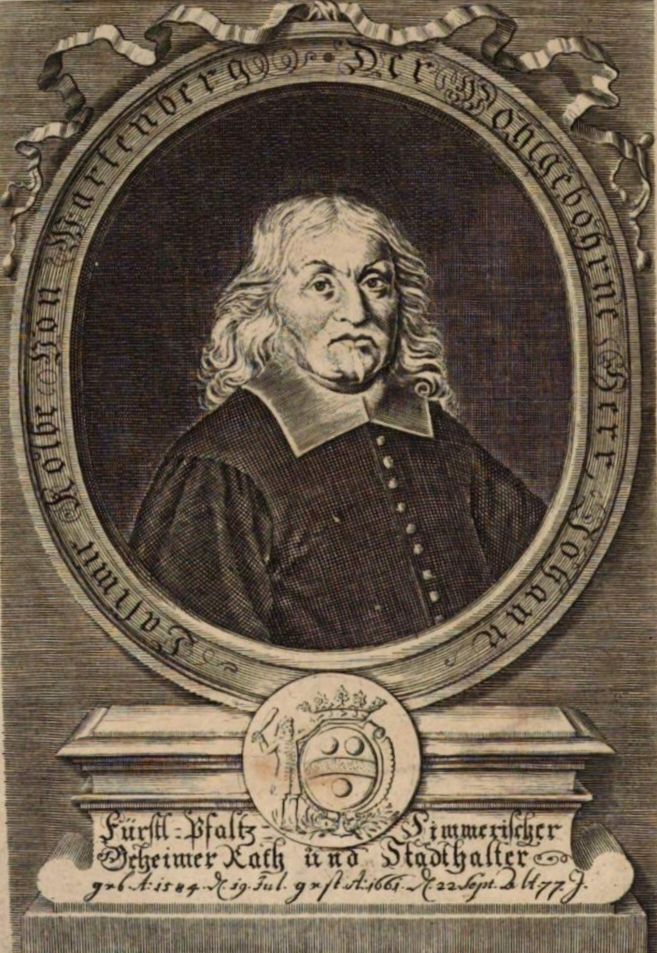
Der Vater: Johann Casimir I. Kolb von Wartenberg (1584–1661), pfalz-simmerischer Geheimer Rat und Statthalter, auch Vater der Maria Ursula Kolb von Wartenberg

Johann Casimir II. Kolb von Wartenberg der Jüngere trat, wie auch sein Vater Johann Casimir I. Kolb von Wartenberg (der Ältere; 1584–1661), der höchste kurpfälzische Ämter bekleidet hatte, schon in jungen Jahren in pfälzische Dienste ein, und zwar in die der Pfalz-Simmern'schen Linie der Wittelsbacher. Für Marie von Oranien-Nassau (1642–1688), die Schwägerin des Großen Kurfürsten und Frau des Pfalzgrafen Ludwig Heinrich von Simmern (1640–1674), wurde Kolb zum wichtigsten Ratgeber und Vertrauten. Nach dem Zeugnis der Elisabeth Charlotte von Orléans (Liselotte von der Pfalz), die von seiner älteren Halbschwester Maria Ursula Kolb von Wartenberg erzogen worden war, pflegten die beiden über lange Jahre auch ein Liebesverhältnis.
Nach Marie von Oraniens Tod trat Kolb 1688 in die Dienste des Kurfürsten Friedrich III. von Brandenburg. Dort stieg er schnell auf: 1690 war er Hauptmann von Oranienburg, 1691 Schlosshauptmann von Berlin und 1694 Hauptmann der Dompropstei Havelberg, 1696 Oberstallmeister sowie Oberkammerherr. Weitere hohe Ämter folgten.
1697 stürzte eine heterogene Gruppe von Höflingen, zu der am Rande auch Kolb gehörte, in einer Intrige den damaligen Ersten Minister Eberhard von Danckelman. In den folgenden Jahren erwies sich Kolb im Spiel der häufig wechselnden intrigierenden Personengruppen der höfischen Berliner Gesellschaft um Macht und Einfluss als äußerst geschickter Spieler, der wegen seiner Freundlichkeit, seiner bereitwilligen Gefälligkeit überall recht beliebt und wohl gelitten war. „Er blieb bei Hofe in Wort und Gestus stets äußerst behutsam und vorsichtig. Klare Positionen vermied er, wohl wissend, dass in der sich ständig wandelnden Hofgesellschaft die heutigen Freunde die morgigen Feinde sein konnten.“ Spätestens mit der Krönung Friedrichs III. zum preußischen König im Jahre 1701 stieg Wartenberg, der zuvor seine Widersacher, darunter Hans Albrecht von Barfus und Paul von Fuchs, nach und nach ausgeschaltet und sich als Ratgeber und Freizeitgestalter inzwischen unentbehrlich gemacht hatte, zum nahezu unangreifbaren Favoriten des Königs auf.
Wie schon in pfalz-simmerschen Diensten, so nutzte Kolbe auch in Berlin seine Stellung bei Hofe zu seinem persönlichen Vorteil: Nachdem er 1695 das Freiherrendiplom erhalten hatte, betrieb er mit viel Geschick und Weitsicht die Erhöhung in den Reichsgrafenstand. Auf Betreiben des Brandenburger Kurfürsten verlieh ihm der Kaiser in Wien 1699 das Grafendiplom. Damit verfügte er aber noch über keine reichsunmittelbaren Güter, keine Reichsgrafschaft. Wenige Jahre später nutzte er die Streitigkeiten um die Rekatholisierung der Kurpfalz zwischen dem Heidelberger Kurfürsten und den von Brandenburg-Preußen angeführten evangelischen Reichsständen aus, um – wohl als Gegenleistung der Kurpfälzer für den günstigen Kompromiss in der Religionsdeklaration von 1705 – reichsständische Territorien in der Nordpfalz zu erwerben. Im Dezember 1707 erhob Kaiser Leopold I. die Wartenberger Besitztümer der Kolb von Wartenberg daher zur Reichsgrafschaft mit Sitz und Stimme im Reichstag.

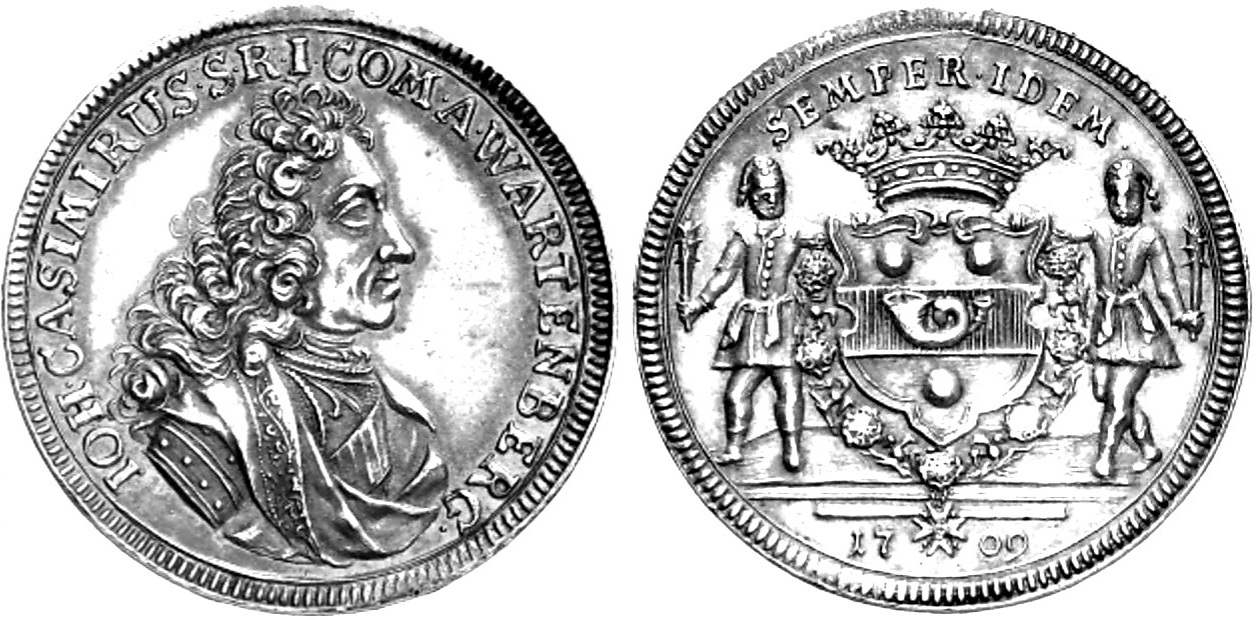
1/4 Taler, geprägt 1709, zeigend Johann Kasimir Kolb, Graf von Wartenberg, sowie das gräfliche Wappen

Dieser Rechtsstatus sollte sich für Kolbs Nachfahren rund 100 Jahre später im Zusammenhang mit dem Reichsdeputationshauptschluss als Glücksfall erweisen, da sie für den Verlust ihrer Reichsunmittelbarkeit 1802 mit der Reichsabtei Rot an der Rot entschädigt wurden.
In den Jahren am Berliner Hof häufte Kolb eine Fülle von Hofämtern an, für deren Aufgabenfelder er sich nicht wirklich interessierte, für die er aber auch gar keine Zeit hatte, wollte er seine Stellung bei Hofe, die seine stete Nähe um den König erforderte, bewahren. Folgerichtig besetzte er die wichtigsten Hofstellen mit Personen seines Vertrauens, deren Eignung für das Amt weniger wichtig war als ihre Loyalität zu Kolbe und deren Aufgabe vor allem anderen darin bestand, Geld für die kostspieligen Launen Friedrichs I./III. zu generieren. Neben tüchtigen Beamten, wie z. B. Heinrich Rüdiger von Ilgen (1654–1728), setzte Kolbe, weil sie ihm loyal und willfährig schienen, auch unfähige und skrupellose Menschen in Amt und Würden. Hier ist vor allem Oberhofmarschall Graf August von Wittgenstein (1663–1735) zu nennen. Dagegen erwies sich Generalfeldmarschall Graf Alexander Hermann von Wartensleben (1650–1734) als seinen Aufgaben gewachsen.
Im Intrigenspiel des Berliner Hofes spottete man über das korrupte und unfähige „dreifache Weh“, da Wartenberg, Wartensleben und Wittgenstein in nie dagewesenem Ausmaß Steuern (heutigen Mehrwertsteuern entsprechend) erhöht und Staatsgelder verschwendet hätten. Dieses Urteil wurde von der preußischen Geschichtsschreibung übernommen, „die an Johann Kasimir Kolbe von Wartenberg und seiner Frau nichts Gutes lassen konnte, weil diese ja prononcierter Teil des vorgeblich veralteten, verderbten Systems unter Friedrich III./I. waren, das von den neuen, der preußischen Berufung teleologisch zutreibenden Kräften unter Friedrich Wilhelm I. gestürzt werden musste“. Das Urteil wird bis in die neuere Geschichtsforschung transportiert und etwa auch im Roman „Der Vater“ von Jochen Klepper (1937) ausgemalt.
Einer differenzierten wissenschaftlichen Überprüfung hält dieses Verdikt allerdings nicht stand: „Casimir Kolbe von Wartenberg ist in vielerlei Hinsicht der typische barocke Hofadelige. Er ist nicht ehrenwerter, aber auch nicht ruchloser als seine Konkurrenten um die Macht und die Nähe zum Fürsten. Er ist nur wesentlich geschickter! Er war, mit besten höfischen Manieren ausgestattet, ein exzellenter Menschenkenner, ein kluger welterfahrener Mann, der es bestens verstand, sich auf dem glatten höfischen Parkett zu bewegen. Die Menschen mochten ihn, weil er als angenehmer Plauderer höchst unterhaltsam war und weil er Unterhaltung und Zeitvertreib organisieren konnte. Eines seiner vielen nicht hoch genug einzuschätzenden Talente ist darin zu sehen, dass er ausgleichend wirken konnte. Das bezeugen im Übrigen sogar seine Feinde im höfischen Intrigenspiel. Und hätte Johann Casimir Kolbe von Wartenberg seine Ehefrau, die die Zahl seiner Feinde stetig mehrte, zähmen oder doch wenigstens einigermaßen im Zaum halten können, so wäre er wohl bis zum Ende seiner Tage die rechte Hand des Königs geblieben.“ (J. P. Heinz, Kolbe)
Johann Casimir Kolb von Wartenberg war mit der aus einer angesehenen bürgerlichen Familie stammenden Catharina Rickers (nicht Rickert) verheiratet, der Tochter des brandenburgischen Beamten Christoffel Rickers. Dieser verwaltete den klevischen Zoll, ein bedeutendes und durchaus einträgliches Amt.
Am 12. Januar 1670 war Catharina unweit der niederländischen Grenze in Lobith zur Welt gekommen. Die auch noch in neueren Darstellungen zu lesende Behauptung, dass die Gräfin Wartenberg die Tochter eines Emmericher Schankwirtes gewesen sei und in der Schankwirtschaft die Gäste mit ihren Liebesdiensten beglückt habe, ist nachweislich falsch und ihr feindlich gesinnten Menschen am Berliner Hof zuzuschreiben. Catharina Rickers heiratete 1690 in erster Ehe den Geheimen Kammersekretär des Kurfürsten, Peter Biedecapp (Biedekap), der aber schon nach drei Ehejahren verstarb. Im März 1696 vermählte sie sich mit dem aufstrebenden Kolb von Wartenberg, mit dem sie schon längere Zeit eine Liebschaft hatte. Ob Catharina schon zu Lebzeiten ihres ersten Ehemannes ihr Verhältnis mit Kolb pflegte, lässt sich trotz umlaufender Gerüchte nicht mit Bestimmtheit sagen. Catharina hatte einen aufbrausenden und unbeherrschten Charakter, wollte stets im Mittelpunkt stehen, so dass sie sich bei Hofe viele Feinde machte. Was die männliche Hofgesellschaft angeht, so muss sie auf diese eine große Anziehungskraft ausgeübt haben, denn Biedekap und Wartenberg waren nicht die einzigen, die sich zu ihr hingezogen fühlten; „und Johann Casimir Kolbe von Wartenberg, der zweitmächtigste Mann im Königreich Preußen, im Umgang mit Frauen durchaus erfahren, scheint der 27 Jahre Jüngeren geradezu verfallen gewesen zu sein. Es gibt zahlreiche Belege von Zeitzeugen, dass Kolbe unfähig war, sich gegen den Willen seiner jungen Frau zu stellen, dass er ihr nichts abschlagen konnte und zwar selbst unsinnige oder gar Kolbes Stellung bei Hofe gefährdende Forderungen.“ Allerdings ist die Behauptung, Friedrich I./III. habe sie zur „Mätresse par Etiquette“ oder „Mätresse en Titre“ erhoben bzw. er sei ihr Liebhaber gewesen, deshalb eher unwahrscheinlich. Da sie aber ihren Ehemann vollkommen beherrschte, hatte sie über diesen durchaus politischen Einfluss, was die Feinde Wartenbergs vermehrte.
Über viele Jahre haben diese immer wieder vergeblich versucht, ihn zu stürzen und ohne die witterungsverursachten Hunger- und Seuchenjahre 1708–10 wäre ihnen dies wohl auch nie gelungen. Doch sie nutzten die Gunst der Stunde, als in den Ostprovinzen extreme Kälte und Ernteausfälle in Verbindung mit der roten Ruhr und Hungertyphus in eine katastrophale Lage mündeten. Am Ende war rund ein Drittel der Bevölkerung tot. Da wegen des exorbitanten Kapitalbedarfs des Königs keinerlei Vorsorgen für derartige Notfälle getroffen worden waren und die Staatskasse leer war, konnte die Hunger- und Gesundheitskrise nicht wirksam bekämpft werden. Dies nutzten die Feinde Wartenbergs bei Hofe. Sie zogen den Kronprinzen auf ihre Seite, so dass letztlich mittels eines ausgeklügelten Intrigenspiels der Sturz Wartenbergs gelang. Am 31. Dezember 1709 musste Wartenberg demissionieren. Nach einer tränenreichen Verabschiedung von seinem König, der ihm immerhin noch eine hohe jährliche Pension aussetzte, übersiedelten Graf und Gräfin Wartenberg im Januar 1710 nach Frankfurt a. M. Dort starb der schon lange kränkelnde Johann Casmir Kolbe von Wartenberg am 4. Juli 1712 abends um 18.00 Uhr im Alter von 69 Jahren. Sein Leichnam wurde nach Berlin überführt und – so wie er es sich gewünscht hatte – mit Genehmigung des Königs in der reformierten Parochialkirche bestattet.

## Familie
Johann Kasimir heiratete die verwitwete Anna Katharina Rickers (nicht Rickert) (* 12. Januar 1670; † 19. März 1734) am 22. März 1696. Das Paar hatte sechs Kinder, von denen zwei Mädchen bald nach der Geburt starben:
- Friedrich Kasimir (* 9. Januar 1697; † 19. Oktober 1719)
- Elisabetha (* 21. März 1698; † 1698)
- Kasimir (* 6. Mai 1699; † 2. Oktober 1772) ⚭ Marie Sophie Wilhelmine Eleonore zu Solms-Rödelheim und Assenheim (* 4. Juli 1698; † 1. Oktober 1766)
- Friedrich Karl (* 29. Juli 1704; † 20. September 1757) ⚭ Anna Regina (Wagnerin) von Treuenfels (* 25. September 1711; † 2. September 1782)
- Wilhelm Anton (* 31. August 1705; † 6. September 1778)
- Sophie Dorothea (* 10. Februar 1707; † 1707)

Ganzseitige Abdrucke von Ölbildern der Gräfin und ihrer 4 Kinder (davon 3 im Farbdruck) bei Hubbertz.
Die Gräfin hatte bereits aus erster Ehe mit dem Kammerdiener Biedekap einen Sohn und eine Tochter geboren, die auf Betreiben Kolbe von Wartenbergs mit dem Namen „Bidekap von Aßbach“ (bzw. „Aschbach“) (nach dem kolbschen Besitz Aschbacherhof bei Kaiserslautern in der Pfalz) geadelt wurden. (Reichsadelsstand zu Wien am 27. Juli 1699 für Friedrich Eberhard Christoph und Helene Sophie Eleonore Bidekap, Kinder des kurbrandenburgischen Geheimen Kämmerers und Sekretärs Peter Bidekap und der Anna Catharina Rickers, wiedervermählten Gräfin Kolb v. Wartenberg, mit dem Prädikat „von Aschenbach“ und kurbrandenburgische Adelsbestätigung am 28. März 1700 unter dem Namen „Bidekap von Aschbach“. Das 1699 verliehene Wappen ist ähnlich dem der mit den Kolb v. Wartenberg stammverwandten, erloschenen Herren von Randeck.) Die Freiin Helene Sophie Eleonore Bidekap von Aßbach († 1775 in Königsberg) heiratete am 24. Februar 1706 mit dreizehn Jahren den zehn Jahre älteren Grafen Ernst Sigismund von Schlieben, später königlich preußischer Kammerpräsident.